# Carl Hartlaub
Carl Otto Hartlaub (* 12. Oktober 1869 in Bremerhaven; † 15. Mai 1929 in Bremen) war Rechtsanwalt und ein bekannter deutscher Schachspieler. Er verdankt seine gewisse Berühmtheit als Schachspieler nicht so sehr seiner Spielstärke als vielmehr seinem Stil, der der sogenannten 'romantischen' Epoche des Schachs verpflichtet war. Er besaß ein „feines Gespür für frühzeitige rasche und überraschende Attacken“ (Robert Hübner) und war ein kühner „Spieler von außerordentlicher Fantasie“ (Emanuel Lasker) und kombinatorischer Tiefe, wovon insbesondere seine 1919 erschienene Partiensammlung Dr. Hartlaub's Glanzpartien Zeugnis ablegt.

## Leben
Carl Otto Hartlaub wurde am 12. Oktober 1869 „morgens zwölf drei Viertel Uhr“ in Bremerhaven geboren. Sein Vater (1839–1894) war ein damaliger Obergerichtsanwalt und Notar gleichen ersten Vornamens, dessen Vater ebenfalls schon Carl hieß und zunächst Landwirt in Holstein und später ein Fabrikant in Dänemark war. Hartlaubs Mutter war eine 26-jährige Hausfrau (* 1843), deren Verwandter, ein praktischer Arzt und Geburtshelfer, zusammen mit einer Hebamme  bei der Geburt halfen. Hartlaub hatte drei Geschwister, darunter eine zwei Jahre jüngere Schwester (1871–1960), die seit ihrer Heirat einen Doppelnachnamen trug. Sie wurde Pianistin und Gründerin des Freiburger Richard-Wagner-Verbandes und war die Mutter des Psychologen Hans Bender.
Aus beruflichen Gründen des Vaters, der in Bremen Richter geworden war, zog die Familie 1874 dorthin. Hier besuchte Hartlaub von 1876 bis 1881 zunächst die Ober- und danach die Obererweiterungsschule. 1882 zog die Familie erneut um, da der Vater krankheitsbedingt das Richteramt nieder- und den Wohnort der Familie nach Freiburg im Breisgau verlegte. Dort besuchte Hartlaub das Großherzogliche Gymnasium, an dem er 1889 das Abitur ablegte. Nachdem er von 1889 bis 1894 in Freiburg, Straßburg, München und Göttingen Jura studiert hatte, ergriff er in Bremen den Beruf des Rechtsanwalts. Nebenher promovierte er von 1899 bis 1902 an der Universität Freiburg. Schließlich ist er 1904 auch zum Notar ernannt worden.
Hartlaub war Teilinhaber der Patentrechte der in Hamburg ansässigen Deutschen Reklame-Automaten-GmbH, deren Gesellschaftsvertrag am 17. August 1905 abgeschlossen wurde. Sein Anteil betrug {\displaystyle {\tfrac {10}{180}}}, für den er ℳ 10.000 in die Gesellschaft eingezahlt hatte.
Seit seiner Jugend litt Hartlaub an Gelenkrheumatismus und an einem Herzleiden. Letzteres verschlimmerte sich insbesondere in den 1920er Jahren. Er starb am 15. Mai 1929 in Bremen.

## Schach
Laut dem von Friedrich Michéls verfassten Vorwort des Buches Dr. Hartlaub's Glanzpartien hat Hartlaub das Schachspielen von seinem Vater gelernt, dem er bereits als 15-Jähriger einen Turm habe vorgeben können. Schon als junger Mann verfasste er auch gerne Schachkompositionen. Bereits im August, September und Oktober 1887 – und somit noch als 17-Jähriger – veröffentlichte er einige Aufgaben in der Südwestdeutschen Schachzeitung. Diesen folgten zahlreiche weitere Publikationen, zumal er dem Komponieren von Problemen sein Leben lang treu blieb. Er war Mitglied im Freiburger Schach-Club, dessen erstes Klubturnier er 1887 gewann und als dessen stärkster Spieler er in jener Zeit galt. Außerdem trat er 1891 in den Akademischen Schachklub München ein, bei dessen als Sommerturnier durchgeführte Vereinsmeisterschaft er im selben Jahr den geteilten 3.–5. Platz belegte. 1896 wurde er auch Mitglied der Bremer Schachgesellschaft von 1877 (BSG), deren Präsident er 1923 wurde, deren Klubtitel er zwischen 1907 und 1916 viermal gewann und deren Mitgliedschaft er bis zu seinem Lebensende 1929 innehatte. Auch war er ein starker Blitzspieler. „Wie nicht anders zu erwarten war“, heißt es anlässlich des ersten Blitzturnier der BSG überhaupt, „holte sich dabei der Angriffsspieler par excellence Dr. Hartlaub den ersten Preis.“ Darüber hinaus wurde er 1927 „wegen seiner Verdienste um die Schachsache“ Ehrenmitglied des Wiesbadener Schachklubs. Im Rahmen dieser Ehrung ist ihm eine besondere Auszeichnung widerfahren: Als krönender Abschluss der im August 1927 in Wiesbaden veranstalteten Schachfestwoche wurde Hartlaubs Partie gegen Hans Fahrni (Nürnberg 1906) im kleinen Saal des Kurhauses als lebende Schachpartie aufgeführt, und zwar unter Mitwirkung des Statistenpersonals des Wiesbadener Staatstheaters.

XVIII. Kongreß des Deutschen Schachbundes, Breslau 1912, oberste Reihe, siebter von links im schwarzen Anzug: Carl Hartlaub

### Simultanpartien gegen Lasker
Überregionale Aufmerksamkeit erregte sein Sieg gegen den Simultan spielenden Weltmeister Lasker am 28. Januar 1904 in Bremen. Bemerkenswert dabei war neben dem Ergebnis nicht nur die Kürze der Partie, sondern vor allem auch die Art und Weise, in der der Weltmeister verlor:
|   | a | b | c | d | e | f | g | h |   |
| 8 |   |   |   |   |   |   |   |   | 8 |
| 7 |   |   |   |   |   |   |   |   | 7 |
| 6 |   |   |   |   |   |   |   |   | 6 |
| 5 |   |   |   |   |   |   |   |   | 5 |
| 4 |   |   |   |   |   |   |   |   | 4 |
| 3 |   |   |   |   |   |   |   |   | 3 |
| 2 |   |   |   |   |   |   |   |   | 2 |
| 1 |   |   |   |   |   |   |   |   | 1 |
|   | a | b | c | d | e | f | g | h |   |

Stellung vor 16. Dd1–e1
Hartlaub-Lasker, Bremen 1904, Simultan
1. e2–e4 e7–e5 2. Lf1–c4 Sb8–c6 3. Sg1–f3 Sg8–f6 4. d2–d4 e5xd4 5. 0–0 Sf6xe4 6. Tf1–e1 d7–d5 7. Lc4xd5 Dd8xd5 8. Sb1–c3 Dd5–d8 9. Te1xe4+ Lc8–e6 10. Sf3xd4 Sc6xd4 11. Te4xd4 Dd8–c8 12. Lc1–f4 Lf8–e7 13. Sc3–b5 Le7–d8 14. Td4xd8+ Dc8xd8 15. Sb5xc7+ Ke8–e7 (siehe Diagramm) 16. Dd1–e1 Dd8–c8 17. De1–b4+ Ke7–f6 18. Db4–c3+ Kf6–e7 19. Dc4–c5+ Ke7–d8 20. Ta1–d1+ Le6–d7 21. Sc7–e6+ und in Anbetracht von 21. … Ke8 22. Sxg7+ Kd8 23. Lg5+ f6 24. Lxf6# gab Lasker auf 1:0
Diese Partie ist erstmals veröffentlicht worden in der Schachspalte der Bremer Nachrichten, die vom damaligen Präsidenten der Bremer Schachgesellschaft, Rudolph Presuhn, geleitet wurde. Er kommentiert: „Der Führer der Weißen hat die Partie von Anfang bis zu Ende geradezu meisterhaft gespielt. Da demselben 33 mal so viel Zeit zu Gebote stand, wie seinem Gegner, dem Simultanspieler, so wird er es sich wohl gefallen lassen, wenn aus Anlaß dieses für ihn vorteilhaften Umstandes dem Ruhmeskranze des Siegers – einige Lorbeerblätter entnommen werden sollten.“
Vier Jahre später gab Lasker erneut ein Simultan in Bremen. Auch diesmal spielte er gegen Hartlaub, der den Weltmeister ein zweites Mal schlug, diesmal sogar noch kürzer und spektakulärer als zuvor:
|   | a | b | c | d | e | f | g | h |   |
| 8 |   |   |   |   |   |   |   |   | 8 |
| 7 |   |   |   |   |   |   |   |   | 7 |
| 6 |   |   |   |   |   |   |   |   | 6 |
| 5 |   |   |   |   |   |   |   |   | 5 |
| 4 |   |   |   |   |   |   |   |   | 4 |
| 3 |   |   |   |   |   |   |   |   | 3 |
| 2 |   |   |   |   |   |   |   |   | 2 |
| 1 |   |   |   |   |   |   |   |   | 1 |
|   | a | b | c | d | e | f | g | h |   |

Stellung nach 7. Sf3xe5
Hartlaub-Lasker, Bremen 1908, Simultan
1. e2–e4 e7–e5 2. Lf1–c4 Sg8–f6 3. Sg1–f3 Sf6xe4 4. Sb1–c3 Se4xc3 5. d2xc3 f7–f6 6. 0–0 c7–c6 7. Sf3xe5 (siehe Diagramm) d7–d5 8. Dd1–h5+ g7–g6 9. Se5xg6 h7xg6 10. Dh5xh8 d5xc4 11. Lc1–h6 Lc8–e6 12. Dh8xf8+ Ke8–d7 13. Ta1–d1+ Le6–d5 14. Tf1–e1 Sb8–a6 15. Df8–f7+ Kd7–d6 16. Td1xd5+ c6xd5 17. Te1–e6+ 1:0
Erst ab etwa 1905 machte er im Nahschach auf sich aufmerksam. Er gewann in freien Partien gegen starke Meister wie etwa Curt von Bardeleben (Köln 1905), Richard Teichmann (Hamburg 1909) und Paul Saladin Leonhardt (Hamburg 1910), allerdings verlor er auch gegen viele schwächere Spieler. Dies lag an seinem riskanten Angriffsspiel, was ihm manche sehenswerte Siege erlaubte, was aber auch oft widerlegt wurde. Wegen seines Stils wurde er auch „Opferkönig von Bremen“ genannt.
Hartlaubs höchste historische Elo-Zahl beträgt 2237; dieser Berechnung liegen vier Turniere (plus zwei Stichkämpfe) mit insgesamt 22 Partien aus den Jahren 1912–1914 zugrunde.

### Schachkompositionen
|   | a | b | c | d | e | f | g | h |   |
| 8 |   |   |   |   |   |   |   |   | 8 |
| 7 |   |   |   |   |   |   |   |   | 7 |
| 6 |   |   |   |   |   |   |   |   | 6 |
| 5 |   |   |   |   |   |   |   |   | 5 |
| 4 |   |   |   |   |   |   |   |   | 4 |
| 3 |   |   |   |   |   |   |   |   | 3 |
| 2 |   |   |   |   |   |   |   |   | 2 |
| 1 |   |   |   |   |   |   |   |   | 1 |
|   | a | b | c | d | e | f | g | h |   |

Lösung:

1. Kb4xc3 (droht 2. Kc3–d3 matt)
1. ... L beliebig außer e4, 1. ... S beliebig, 1. ... B beliebig, 1. … Ke5–e4 2. Da1–e1 matt, 1. ... K beliebig 2. Kc3–d3 matt

1. … Lc6–e4+ 2. Kc3–b4 matt
Hartlaub war ein äußerst produktiver Schachkomponist, dessen Schaffensdauer von 1887 bis zum Ende der 1920er reichte und somit nahezu 40 Jahre umfasste. Bereits als 17-Jähriger veröffentlichte er seine ersten Probleme, denen weitere Publikationen sowohl in den Schachecken diverser Tageszeitungen als auch in zahlreichen Schachzeitschriften folgten. Bei Problemturnieren belegte er gelegentlich vordere Plätze, doch erst 1926 erhielt er eine besondere Auszeichnung: er errang den 1. Preis im internationalen Problematikusturnier der angesehenen Schachspalte Dr. Birgfelds im Chemnitzer Tageblatt. Preisrichter dieses Turniers, bei dem über 400 Kompositionen eingereicht wurden, waren die bekannten Schachkomponisten Ackermann, Birgfeld, Havel, Pauly und Sackmann.
|   | a | b | c | d | e | f | g | h |   |
| 8 |   |   |   |   |   |   |   |   | 8 |
| 7 |   |   |   |   |   |   |   |   | 7 |
| 6 |   |   |   |   |   |   |   |   | 6 |
| 5 |   |   |   |   |   |   |   |   | 5 |
| 4 |   |   |   |   |   |   |   |   | 4 |
| 3 |   |   |   |   |   |   |   |   | 3 |
| 2 |   |   |   |   |   |   |   |   | 2 |
| 1 |   |   |   |   |   |   |   |   | 1 |
|   | a | b | c | d | e | f | g | h |   |

Lösung:

1. Da2–f7! (droht 2. Sf4–d3)
1. … La6–b7 2. c5xd6 L beliebig 3. Df7–a7 matt

1. … La6–c8 2. Sf4–h3 Lc8xh3 3. Df7–f3 matt

1. … La6–b5 2. Sf4–d3 beliebig 3. Df7–f3 matt

1. … La6–c4 2. Sf4–d5+ Lc4xd5 3. Df7–f3 matt

1. … La6–e2 2. Sf4xe2 Ke3–d3 3. Df7–b3 matt

1. ...  d6–d5 2. Df7–f6 La6xe2 3. Tb2xe2 matt
In der Preisbegründung hieß es: „Die Idee des Problems, das von außerordentlicher Gestaltungskraft seines Schöpfers bei sparsamster Ökonomie der Mittel zeugt, liegt in der Vielgestaltung von Angriff und Verteidigung auf die verschiedenen Läuferzüge.“
Hartlaub hat gelegentlich auch erfolgreich an Problemlösungsturnieren teilgenommen. So gewann er den 1. Preis beim 6. Kongreß des Niederelbischen Schachbundes, indem er als Erster in 18 Minuten den von Prof. Kissling vorgelegten Dreizüger korrekt gelöst hat.

### Eröffnungstheorie
Nach Carl Hartlaub wurde das Hartlaub-Gambit benannt, welches durch folgende Züge charakterisiert wird: 1. d2–d4 e7–e5 2. d4xe5 und nun 2. … d7–d6, wie in von Schmidt-Hartlaub, Freiburg 1899. Laut Hartlaub verschafft „[d]ieses von der Theorie bisher unbeachtet gelassene Gambit […] dem Nachziehenden, bei rapider Entwicklung des Damenflügels, ein nachhaltiges Angriffsspiel“; nach dem Stand der heutigen Theorie wird dieses Bauernopfer hingegen als zweifelhaft angesehen.
Unter derselben Bezeichnung Hartlaub-Gambit findet sich insbesondere im englischen Sprachraum auch folgende Variante der Englischen Verteidigung: 1. c2–c4 b7–b6 2. d2–d4 Lc8–b7 3. Sb1–c3 e7–e6 4. e2–e4 und nun 4. … f7–f5, wie in Carls-Hartlaub, Bremen 1920. In seinen Anmerkungen zu dieser Partie schreibt Robert Hübner: Der Aufbau, den Schwarz in dieser Partie gewählt hat, kam den damaligen Zeitgenossen ganz absurd und fehlerhaft vor; aber in jüngster Zeit ist er sogar von namhaften Spielern wiederholt angewandt worden. Hier wird jedoch stets 4. … Lb4 gespielt […]. Die Idee zu diesem Bauernopfer fand Dr. Hartlaubs feines Gespür für frühzeitige rasche und überraschende Attacken schon in der vorliegenden Partie; aber er verfehlt die richtige Art der Durchführung. Zum gegenwärtigen Zeitpunkt ist der Vorstoß des f-Bauern verfrüht.
Außerdem wird bisweilen innerhalb des Zweispringerspiels im Nachzuge folgendes Abspiel als „Hartlaub-Variante“ bezeichnet: 1. e2–e4 e7–e5 2. Sg1–f3 Sb8–c6 3. Lf1–c4 Sg8–f6 4. d2–d4 e5xd4 5. 0–0 Sf6xe4 6. Tf1–e1 d7–d5 7. Lc4xd5 Dd8xd5 8. Sb1–c3 Dd5–d8 9. Te1xe4+ Lf8–e7 10. Sf3xd4 f7–f5 und nun – wie zum ersten Mal in der Partie Hartlaub-Rodatz, Hamburg 1920 – 11. Lc1–h6.
Schließlich wird auch eine bestimmte Angriffsidee innerhalb der Tarrasch-Verteidigung mit seinem Namen assoziiert, welche er zum ersten Mal in der mit einem Schönheitspreis ausgezeichneten Partie Hartlaub – Benary, München 1911 angewendet hat: 1. d2–d4 d7–d5 2. c2–c4 e7–e6 3. Sg1–f3 c7–c5 4. e2–e3 Sb8–c6 5. Sb1–c3 Sg8–f6 6. a3 Lf8–d6 7. d4xc5 Ld6xc5 8. b2–b4 Lc5–d6 9. Lc1–b2 0–0 und nun 10. Dd1–c2. Anlässlich der Partie Tal – Aronin, Moskau 1957, in welcher der Zug wieder zur Anwendung kam, wies Ernst Grünfeld auf diesen „alten, halb vergessenen, aber starken“ Damenzug hin, der ein Angriffsspiel einleite, welches die Verteidigung vor eine nicht leichte Aufgabe stelle.

### Liste der Turnierergebnisse
| Turnier | Ort           | Ergebnis/Punktezahl                    | Rang |
| 1898 | 1898          | 1898                                   | 1898 |
| --- | ------------- | -------------------------------------- | --- |
| Allgemeines Turnier für Mitglieder und Nichtmitglieder (Ersatzturnier anstelle des VII. Kongreß des Nordwestdeutschen Schachbundes), Meisterturnier | Bremen        |                                        | 1. Platz |
| 1902 |               |                                        | |
| 6. Kongreß des Niederelbischen Schachbundes, Problemlösungsturnier                                                                                  | Bremen        |                                        | 1. Platz |
| 1906 |               |                                        | |
| 20. Stiftungsfest des Akademischen Schachklubs zu München, Hauptturnier                                                                             | München       |                                        | 2. Platz |
| 20. Stiftungsfest des Akademischen Schachklubs zu München, Problemlösungsturnier für Zweizüger                                                      | München       |                                        | 1. Platz |
| 1908 |               |                                        | |
| Winterturnier der Bremer Schachgesellschaft | Bremen        | 13,5/16                                | 1. Platz |
| Problemlösungsturnier für Dreizüger der Bremer Schachgesellschaft                                                                                   | Bremen        |                                        | 1. Platz |
| 1911 |               |                                        | |
| 3. Kongreß des Bayrischen Schachbundes, Hauptturnier A                                                                                              | München       | 4/7 (+2 =4 −1)                         | 4.–5. Platz (geteilt mit Stang – für seine Partie gegen Benary erhielt er den 1. Schönheitspreis)                            |
| 1912 |               |                                        | |
| 18. Kongreß des Deutschen Schachbundes, Hauptturnier B3                                                                                             | Breslau       | 2,5/7 (+2 =1 −4)                       | 7. Platz |
| 1913 |               |                                        | |
| 16. Kongreß des Niederelbischen Schachbundes, Meisterturnier                                                                                        | Hamburg       | 0/3 (+0 =0 −3)                         | 4. Platz |
| 2. Kongreß des Ostfriesisch-Oldenburgischen Schachverbandes, Meisterturnier                                                                         | Wilhelmshaven | 4/5 (+4 =5 −1)                         | 1. Platz |
| 1914 |               |                                        | |
| 3. Kongreß des Ostfriesisch-Oldenburgischen Schachverbandes, Meisterturnier                                                                         | Oldenburg     | 3/4 (+3 =0 −1) (Stichkämpfe: +2 =0 −0) | 1.–3. Platz (geteilt mit Carl Carls und Nagel; bei den Stichkämpfen schlug Hartlaub beide und wurde somit alleiniger Erster) |
| 17. Bundesfest des Niederelbischen Schachbundes, Meisterschaftsturnier                                                                              | Bremen        |                                        | 2. Platz |
| 1920 |               |                                        | |
| 19. Kongreß des Niederelbischen Schachbundes, Meisterturnier B                                                                                      | Hamburg       |                                        | 1.–2. Platz (geteilt mit Brinckmann)                                                                                         |
| 1924 |               |                                        | |
| 23. Kongreß des Niederelbischen Schachbundes, Problemlösungsturnier für bauernlose Zweizüger                                                        | Bremen        |                                        | 2. Platz (geteilt mit Arno Peter und Max Hogrefe)                                                                            |

## Werke
- Carl Hartlaub: Der Solutionsgedanke bei der Kompensation. Freiburg, Univ., Jur. Diss. Hauschild, Bremen 1902.
- Carl Hartlaub: Ausgewählte Partien von Dr. C. Hartlaub, in: Der akademische Schach-Klub München: Festschrift zur Feier des zwanzigjährigen Bestehens unter Mitwirkung hervorragender Mitglieder herausgegeben. München 1906, S. 89–94.
- Carl Hartlaub: Die Bremer Lloydkahnschiffer vor der Strafkammer in Hamburg. Unterschlagung. Freisprechung im Wiederaufnahmeverfahren, in: Max Alsberg: Justizirrtum und Wiederaufnahme. Mit Beiträgen der Rechtsanwälte Buhr (Köln), Dr. Drucker (Leipzig), Giese (Dresden), Dr. Hartlaub (Bremen), Dr. K. Liebknecht (Berlin), Dr. Siegfried Löwenstein (Berlin), Dr. Luetgebrune (Göttingen), Justizrat Dr. Mamroth (Breslau), Dr. Mengel (Gera), Justizrat Dr. Niemeyer (Essen), Dr. Robert (Braunschweig), Dr. Werthauer (Berlin) und Dr. Westhaus (Düsseldorf). Langenscheidt, Berlin 1913, S. 350–357 (Digitalisat).